# Darcy Verot
Darcy Verot (* 13. Juli 1976 in Radville, Saskatchewan) ist ein kanadischer Eishockeyspieler, der seit 2012 bei Rubin Tjumen aus der Wysschaja Hockey-Liga unter Vertrag steht.

## Karriere
Darcy Verot begann seine Karriere als Eishockeyspieler bei den Weyburn Red Wings, für die er von 1994 bis 1997 in der Saskatchewan Junior Hockey League aktiv war. Anschließend unterschrieb der Flügelspieler seinen ersten Profivertrag und spielte zwei Jahre lang für die Lake Charles Ice Pirates in der Western Professional Hockey League. Nachdem er die Saison 1999/2000 bei den Wheeling Nailers aus der ECHL begonnen hatte, spielte er in den folgenden acht Jahren fast ausschließlich in der American Hockey League, wo er für die Wilkes-Barre/Scranton Penguins, Saint John Flames, Portland Pirates und Syracuse Crunch auf dem Eis stand. Einzig in der Saison 2003/04 kam er zu 37 Einsätzen für die Washington Capitals aus der National Hockey League, in denen er zwei Tore vorbereitete. 
Ab 2007 stand Verot bei Witjas Tschechow in Russland unter Vertrag, für das er in seiner ersten Spielzeit in der Superliga spielte und seit dessen Aufnahme in die neu gegründete Kontinentale Hockey-Liga zur Saison 2008/09 in der KHL auf Torejagd ging. Der Kanadier galt in Russland als sehr harter Spieler, so war er in der Saison 2007/08 und 2009/10 mit 511 bzw. 374 Strafminuten jeweils der Spieler mit den meisten Strafminuten der Superliga bzw. der KHL. Nach der Saison 2010/11 wurde sein auslaufender Vertrag nicht verlängert.
Mitte September 2011 wurde Verot vom HC Oceláři Třinec aus der tschechischen Extraliga unter Vertrag genommen, absolvierte aber nur ein Spiel in Tschechien. Danach kehrte er in die KHL zurück und absolvierte 16 Partien für den HK ZSKA Moskau.

## Statistik
(Stand: Ende der Saison 2010/11)